# Jean III (métropolite de Kiev)
Pour les articles homonymes, voir Jean III.
Jean III fut patriarche de Kiev et de toute la Rus' de 1089 à 1091. Il est décédé le 14 août 1091.